# Edwin Rodríguez
Edwin Alexander Rodríguez Castillo (ur. 25 września 1999 w Quimistán) – honduraski piłkarz występujący na pozycji skrzydłowego, reprezentant Hondurasu, od 2023 roku zawodnik Olimpii.